# Gallische Mittelmeerstabschrecke

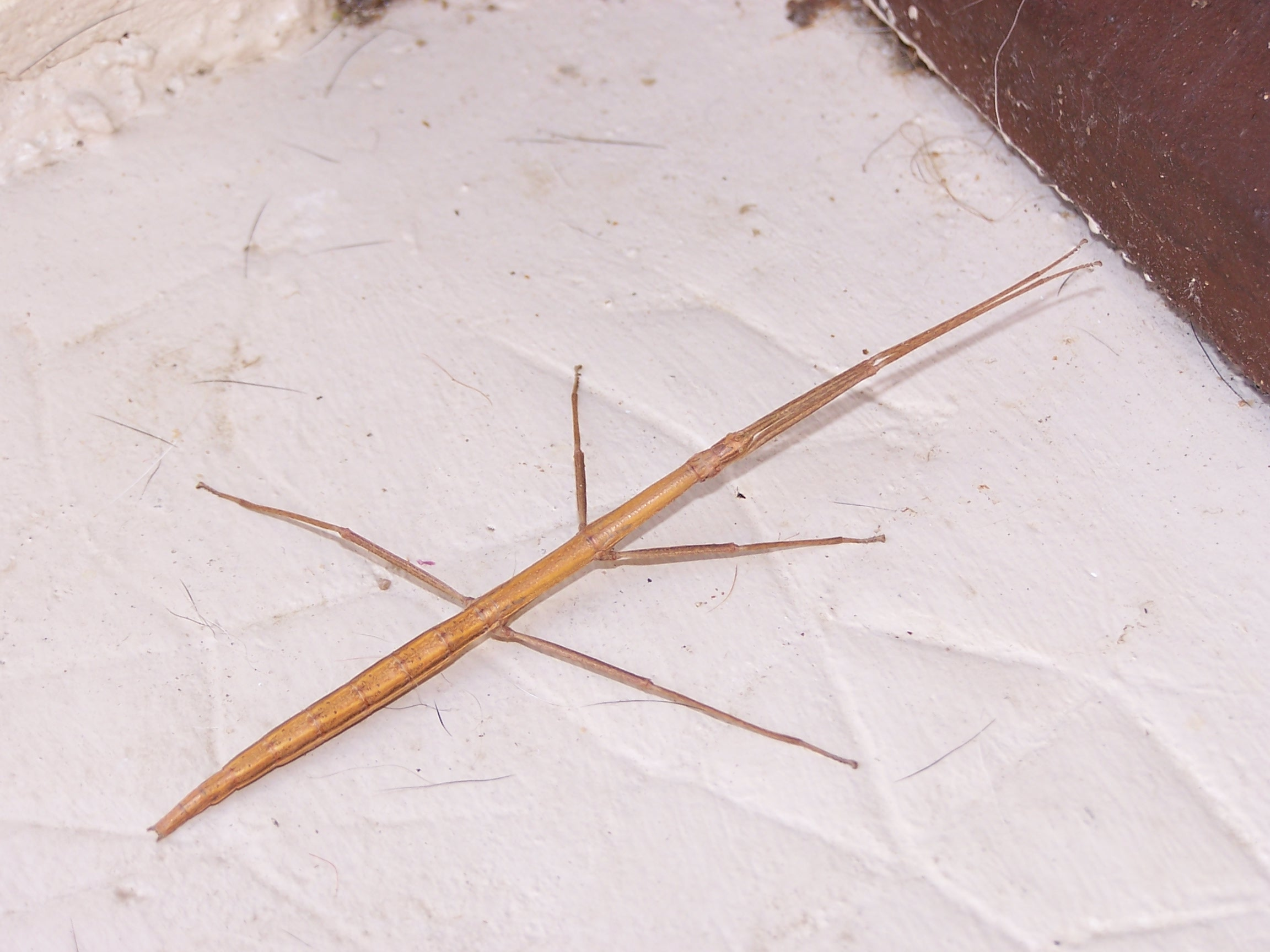
Ein gelbbraunes Exemplar

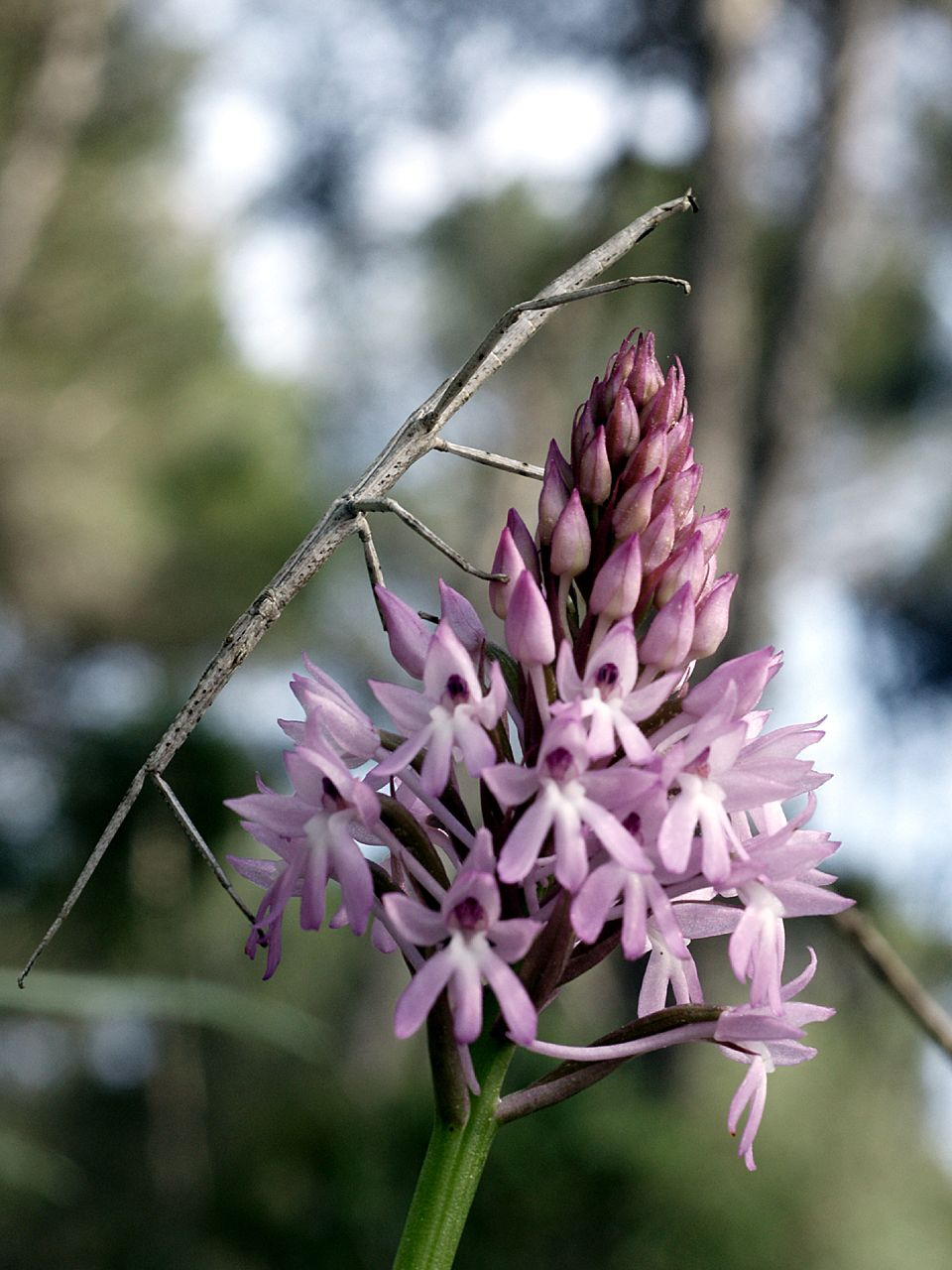
Ein braunes Exemplar auf Mallorca auf einer Blüte einer Pyramiden-Hundswurz

Die Gallische Mittelmeerstabschrecke (Clonopsis gallica) ist eine Art der Gespenstschrecken und in Südwesteuropa beheimatet. Von allen europäischen Gespenstschreckenarten dringt sie am weitesten nach Norden vor.

## Merkmale
Die Art wird maximal 8 cm lang. Die Gestalt ist lang und schmal mit extrem dünnen Beinen. Die Körperfarbe kann von grün über gelb bis braun variieren. Grüne Tiere haben dabei eine glattere Körperoberfläche als braune Tiere. Die Fühler sind 12–13 gliedrig. Eier sind braungefleckt, etwas größer als die der nahe verwandten Mittelmeerstabschrecke und weisen einen schwarzen Deckel auf. Bei Vorkommen von weißen Streifen an den Körperseiten sind diese schmaler als bei der Spanischen Stabschrecke.

## Verbreitung und Lebensraum
Die Art lebt im westlichen Mittelmeerraum und nördlich davon bis Mittelfrankreich. Auf der Iberischen Halbinsel lebt sie überwiegend in den Küstenregionen, in Frankreich besiedelt sie große Teile des Landes und fehlt lediglich in den östlichen nordöstlichen Gebieten. Besonders häufig ist sie dabei entlang der französischen Mittelmeerküste und der westlichen Atlantikküste. In der Normandie erreicht sie dabei fast den 50. Grad nördlicher Breite. Aber auch im französischen Inland ist sie weit verbreitet, vor allem in den westlicheren Gebieten des Landes. An der Mittelmeerküste kommt die Art bis nach Norditalien vor. Hier lebt sie vor allem in Ligurien. Außerdem findet sich die Art auf den Mittelmeerinseln Korsika und Mallorca und auf den atlantischen Azoren-Inseln São Miguel und Faial. Nach anderen Quellen kommt sie überdies auf Sardinien, Sizilien, Teneriffa und Jersey vor, außerdem in Kroatien, Teilen Nordwestafrikas (Marokko, Algerien, Tunesien) und in den Niederlanden. Vorkommen in den Niederlanden dürften aber auf Verschleppungen zurückzuführen sein. Sollte sich die Art in Folge der globalen Erwärmung ausbreiten können, wären natürliche Vorkommen in Belgien jedoch denkbar.
Die Art findet sich auf Sträuchern an warmen Orten und ist hier oftmals häufiger als die Mittelmeerstabschrecke (Bacillus rossius).

## Lebensweise und Terraristik
Die Vermehrung der Tiere erfolgt parthenogenetisch, es gibt nur Weibchen. Man findet die Tiere von Mai bis Oktober. Die Gallische Mittelmeerstabschrecke ernährt sich von einer Vielzahl verschiedener Pflanzenarten aus verschiedenen Familien, wobei Rosengewächse zu den wichtigsten Nahrungspflanzen zählen. Die Art wurde wie viele andere Gespenstschrecken erfolgreich in Terrarien gezüchtet und wird von der Phasmid Study Group unter der PSG-Nummer 45 geführt.

## Taxonomie
Das Basionym der Art lautet Phasma gallicum. Weitere in der Literatur zu findende Synonyme sind:
- Bacillus gallicus (Charpentier, 1825)
- Bacillus granulatus Brullé, 1832
- Clonopsis occidentalis Bolívar, 1894 (Basionym: Bacillus gallicus occidentalis)
- Bacillus (Clonopsis) gallicus affinis Salfi, 1925